# Fernando Leonel Cortés
Fernando Leonel Cortés Monroy (sinh ngày 29 tháng 11 năm 1988) là một tiền đạo bóng đá người México. Hiện tại anh thi đấu cho Puebla F.C. in Mexico.
Sinh ra ở Pachuca, Cortés, trải qua 2 năm ở hệ thống trẻ Pachuca, có màn ra mắt chuyên nghiệp ngày 25 tháng 4 năm 2009 trong chiến thắng 3–0 trước Cruz Azul, vào sân từ ghế dự bị ở phút 81.